# Maria do Carmo Silveira

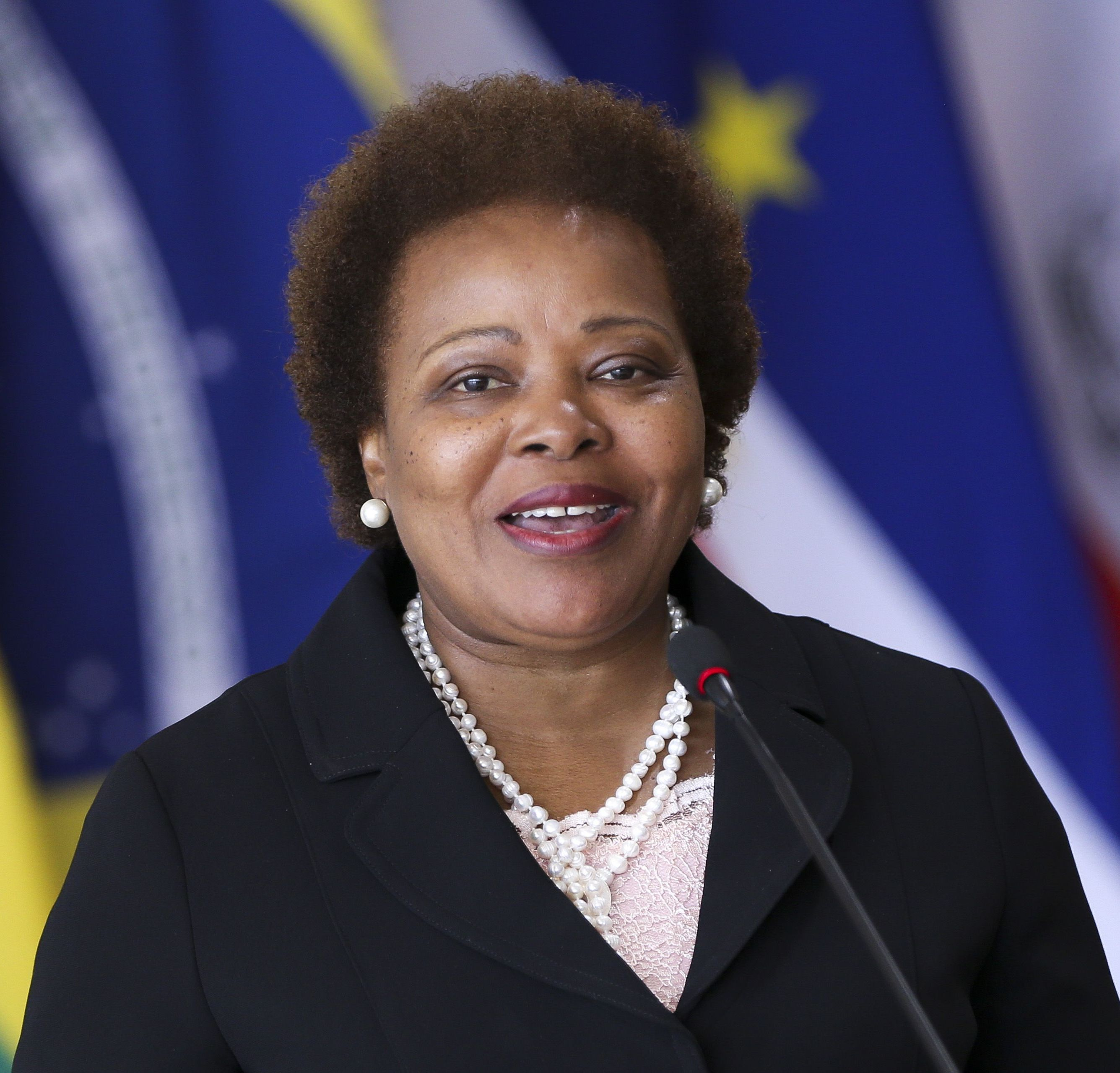
Maria do Carmo Silveira

Maria do Carmo Trovoada Pires de Carvalho Silveira (* 14. Februar 1961 in São Tomé und Príncipe) ist eine Ökonomin und Politikerin. Sie war vom 8. Juni 2005 bis zum 21. April 2006 die Premierministerin und Planungs-
und Finanzministerin des afrikanischen Inselstaats São Tomé und Príncipe.

## Leben
Sie promovierte mit einer Arbeit über sozioökonomische Entwicklungspolitik an der Universität Lissabon, der ein Masterstudium an der École nationale d’administration (ENA) in Straßburg folgte. Danach absolvierte sie ein Postgraduales Studium an der ENA und an der Universität Donezk in der Ukraine.
Ab 1988 arbeitete sie u. a. in der Entwicklungszusammenarbeit der Europäischen Gemeinschaft und an der US-amerikanischen FED, bevor sie ab 1994 in ihrem Heimatland als Ökonomin bei Regierungsstellen tätig wurde.
Von 1999 bis zu ihrer Ernennung zur Premierministerin am 8. Juni 2005 war sie Gouverneurin der Zentralbank von São Tomé und Príncipe, und erneut von 2011 bis 2016.
Sie lehrte von 2008 bis 2011 an der Universidade Lusíada de São Tomé e Príncipe, eine Filiale der portugiesischen Universität Lusíada, die 2006 als erste Universität São Tomés neu eröffnete.
Auf der 11. Konferenz der Staatschefs der Gemeinschaft der Portugiesischsprachigen Länder (CPLP) am 31. Oktober und 1. November 2016 in Brasília wurde Silveira für die zweijährige Amtszeit 2017/2018 zur Generalsekretärin der CPLP gewählt. Am 9. Januar 2017 trat sie ihr Amt an, das sie bis 2021 innehatte.
Silveira ist Mitglied der Partei Movimento de Libertação de São Tomé e Príncipe (MLSTP-PSD), der größten Fraktion in der Nationalversammlung. Sie ist die zweite Frau, die das Premierministeramt des Landes innehat.
Maria do Carmo Silveira ist verheiratet und hat drei Kinder.